# 乳び胸
乳び胸（乳糜胸-にゅうびきょう、英: chylothorax）は、胸管から漏出した乳び（乳糜：腸管からの脂肪球を含むリンパ球）が胸腔内に貯留した状態。原因は先天性、外傷性、非外傷性に分類されるが特定は困難である。呼吸困難を示す。確定診断は滲出液の検査により、中性脂肪値、コレステロール値は血清よりも高値を示す。中性脂肪値が血清と同等あるいはそれ以下の場合は偽乳び胸 (pseudchylothorax) と称する。

## ヒトでの乳糜胸
胸腔穿刺で著しく白濁した乳糜様胸水を採取して診断する。胸水中の中性脂肪は高値である。機序は下記とされる。
1. 胸管の破綻
悪性腫瘍、外傷・手術による胸管損傷、リンパ増殖性疾患によるリンパ管閉塞など。
2. 長期にわたる胸水貯留による胸膜変化の結果
肺結核・関節リウマチ、原発性マクログロブリン血症など。